# 出合村
出合村（であいそん）は、山口県西部の厚狭郡の内陸にあった村。
1889年の町村制実施時に山川村と山野井村が合併する形で発足し、1929年に厚狭町へ編入された。現代では山陽小野田市厚狭地域の一部と扱われるが、小学校（山陽小野田市立出合小学校）や公民館の名称として村名が使用されている。

## 地理
厚狭郡中西部の内陸、現代における山陽小野田市厚狭地域の西部に位置していた村である。村域の東部は厚狭盆地の一角をなす。河川は厚狭川水系の桜川、大正川、平原川が流れる。厚狭盆地の地質は宇部層群宇部夾炭層に分類され、厚狭町編入後の1939年から1956年にかけて厚狭炭鉱（厚狭駅からやや西寄りの一帯地域）で石炭採掘がおこなわれていた。
- 山岳：日ノ峰山、松岳山

## 歴史
山口県で大区小区制が実施され、1874年1月に従来の吉田部（吉田宰判から1869年に改称）を置き換える形で第13大区が、1875年8月には厚狭郡山川村と山野井村をもって第7小区が編成された。その後郡区町村編制法の公布に伴い大区小区制は廃止され、1879年1月に厚狭郡および山川村および山野井村が復活する。当初は独立村として運用されたが、1884年になって両村を管轄する連合戸長役場が両村の地理的中央部にあたる七日町に設置された。これが出合村の前身となる。
1889年4月1日に山口県で町村制が実施され、山川村と山野井村が合併し厚狭郡出合村が発足する。山口県から私案として提示された村名は「山井村」であったが、厚狭郡長・戸長への諮問の段階で「井川村」に変更された。山口県案の「山井」は発音すると山野井に近いことを議員から問題視され、協議の結果、両村に共通する山（山川・山野井）を合わせて「出」とし、両村が「合」併するとして出合村と命名された。1889年時点の人口は2,105人、戸数は394。村会議員定数は12人で、地域協定により山川村から5人・山野井村から7人とした。村役場は引き続き七日町に設置された。
1897年に村役場が出合小学校近くの字用尺（栗田地区） へ移転・新築される。栗田地区は七日町と同じく出合村の地理的中央部にあたり、出合小学校などの公共施設を集約する意味合いもあった。

### 厚狭町への編入
1926年7月の郡制廃止に伴い、国は財政基盤の強化などを目的として小規模町村の合併を奨励。これを受けて山口県は人口2,500人以下の町村に対して合併を検討し5,000人以上とするように指示し、この流れで出合村と厚狭町の合併案が作成された。
1926年6月に厚狭郡長が合併案を両町村で説明した。1925年時点の人口は出合村が2,174人、厚狭町が8,805人であり「厚狭町が出合村を吸収合併する」案となった。これを受けて厚狭町議会では異議もなく同年7月に同意されたが、出合村では協議会の開催・厚狭町側との会合など慎重な対処を進めた。その結果「時勢上、合併やむなし」として同様の結論に至り、同年8月には合併後の具体的な予算案が作成されるまでに至った。しかし、同年9月9日に開催された区長集会では合併に反対または消極的な意見が多く出された。
1927年5月の出合村議会において同年度末（1928年3月まで）の合併が満場一致で可決される。同年8月には区長および有志の会合でも了承されたが、区長会では賛否が分かれたことから、村長は合併の1年延期を決断した。
1928年7月になり出合村西部の区長10名の連署による合併の無期限延期陳情書が村に提出された。しかし村議会が全会一致で延期を拒否したことから、合併反対派は合併反対運動を組織的に進めていった。村民集会の決議を村当局へ提出、山口県庁への陳情、県会議員や代議士への合併中止の協力依頼に始まり、同年9月に行われた警察官駐在所の上棟式への参列を拒否、同年11月には出合小学校の児童345名のうち反対派家庭の165名に同盟休校をさせた。1929年1月には村当局とは別に反対派独自で御大典奉祝行事（即位の礼#昭和の即位の礼も参照）を開催した。
こうした反対運動の中、出合村議会は1928年8月に同年度末の合併を議決し、厚狭町議会においても合併議案が同月に可決、1929年4月1日に出合村は厚狭町へ編入された。なお、厚狭町は1956年9月に埴生町と合併し山陽町となり、2005年3月には小野田市と合併し山陽小野田市の一部となった。

### 年表
- 1889年（明治22年）4月1日 - 町村制の施行により、山川村・山野井村の区域をもって発足。
- 1897年（明治30年） - 村役場を七日町から字用尺（栗田地区）へ移転。
- 1929年（昭和4年）4月1日 - 厚狭町に編入。同日出合村廃止。

## 産業
1912年における職業別戸数は総戸数407のうち農業が245 (60.2 %)、商業が14 (3.4 %)、工業が6 (1.5 %) であり、農業が中心であった。村内で生産された農作物や薪炭などは厚狭町で販売され、また生活必需品は厚狭町の商店を通じて購入されていた。
なお、上述したように厚狭町編入後の1939年から1956年にかけて厚狭炭鉱で炭鉱業が行われた ほか、山野井工業団地の造成・企業進出は1975年以降のことである。

## 教育
山野井八幡宮の神主が開いた寺子屋が移行するかたちで1874年に山野井小学が開校。山川村には付属の分塾が置かれた。1887年時点では山野井村長友に甲山尋常小学校、山川村山川に尋常小学校の山川分校、山野井村上畑に山西簡易小学校の3校があり、1892年12月に出合尋常小学校が発足する。その後、学校名は出合国民学校、厚狭町立出合小学校、山陽町立出合小学校を経て2005年より現校名（山陽小野田市立出合小学校）となっている。
なお、出合村内でも寝太郎町は厚狭小学校のほうが至近であったことから、20人前後が厚狭小学校へ通学していた。

## 交通

### 道路

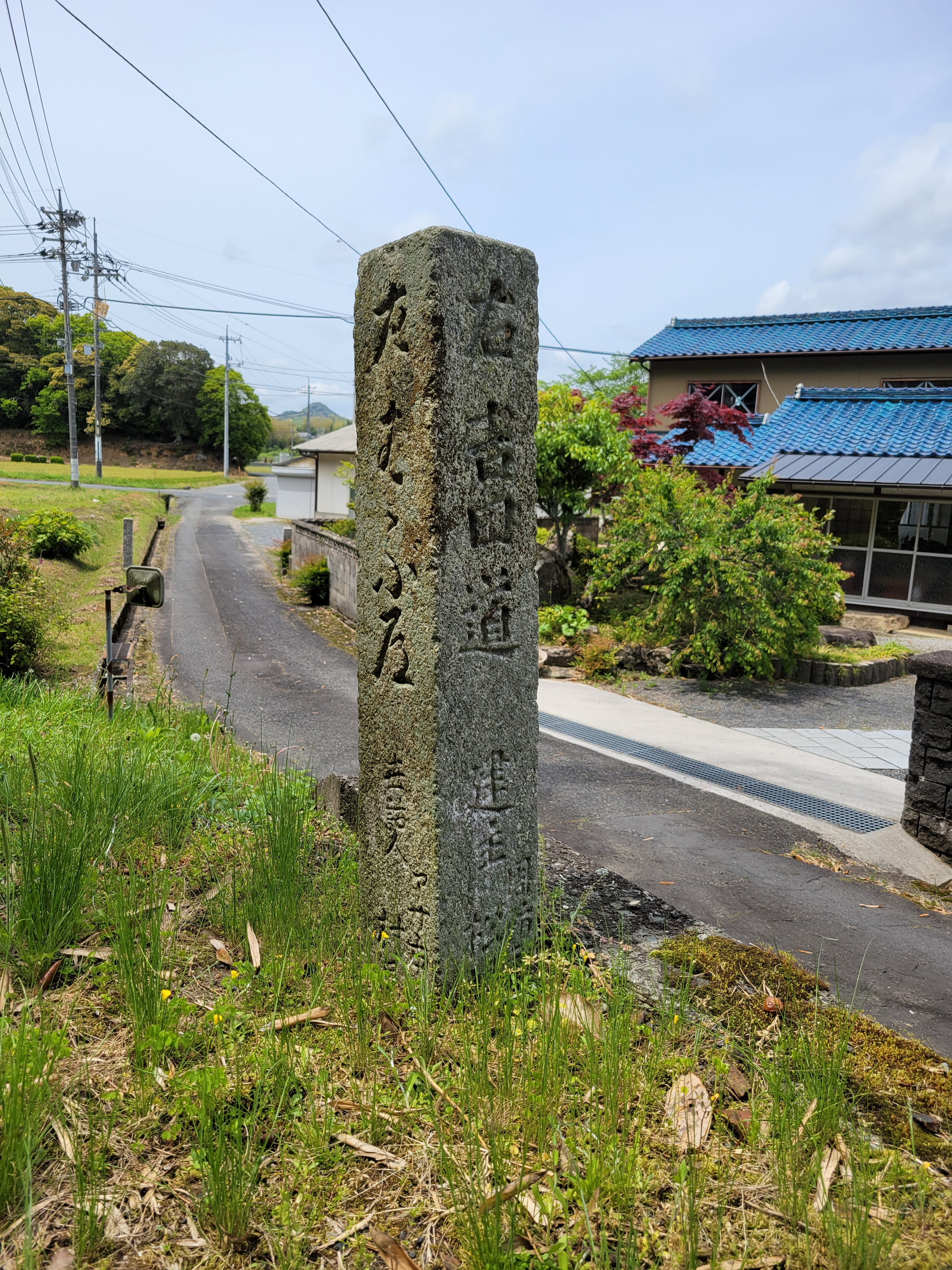
七日町に残る山陽道の道標（2023年撮影）

旧来の山陽道（江戸時代については西国街道を参照）が1876年に国道となり、1883年度に平均幅員2間（約3.6メートル）の道路に改修された。この道路が後に国道2号となり、厚狭町編入後の1930年代に改良工事が実施された。この道路は2008年の国道2号厚狭・埴生バイパスの全線開通に伴い旧道化し、山口県道225号船木津布田線となっている。
1921年時点では村道として40路線、全延長11里4町42間が認定されていた。

### 鉄道路線
村域を鉄道省の山陽本線が通過したが、駅は所在せず、主に厚狭町の厚狭駅が利用された。なお、山陽新幹線は1975年（新幹線厚狭駅は1999年）の開業である。